# José Manuel Meca
José Manuel Meca García (ur. 19 stycznia 1978 w Águilas) – były hiszpański piłkarz występujący na pozycji pomocnika.

## Kariera
Seniorską karierę rozpoczął w 1995 roku w Realu Madryt, początkowo grając w drużynie „C”. W roku 1996 zadebiutował w drużynie „B”. W sezonie 1998/1999 był wypożyczony do Culturalu Leonesa. W sezonie 1999/2000 rozegrał 10 meczów ligowych w pierwszej drużynie Realu. W 2001 roku został piłkarzem Elche CF, gdzie przez trzy sezony zagrał w 60 meczach Segunda División. Później grał w Racingu Ferrol, Realu Jaén oraz UD Lanzarote. W latach 2007–2009 reprezentował barwy Gramenet, dla którego zdobył 33 gole. Następnie był zawodnikiem Orihueli, Atlético Ciudad, Lorca Atlético i Águilas. W 2012 roku zakończył karierę.

## Statystyki ligowe
| Sezon         | Klub                         | Liga               | Mecze | Gole |
| ------------- | ---------------------------- | ------------------ | ----- | ---- |
| 1995/1996     | Real Madryt C                | Segunda División B | 22    | 3    |
| 1995/1996 (j) | Real Madryt Castilla         | Segunda División   | 1     | 0    |
| 1996/1997     | Real Madryt C                | Segunda División B | 28    | 8    |
| 1996/1997 (w) | Real Madryt Castilla         | Segunda División   | 1     | 0    |
| 1997/1998     | Real Madryt Castilla         | Segunda División B | 11    | 1    |
| 1998/1999     | Cultural y Deportiva Leonesa | Segunda División B | 22    | 1    |
| 1999/2000     | Real Madryt Castilla         | Segunda División B | 12    | 1    |
| 1999/2000     | Real Madryt                  | Primera División   | 10    | 0    |
| 2000/2001     | Real Madryt Castilla         | Segunda División B | 15    | 10   |
| 2001/2002     | Elche CF                     | Segunda División   | 21    | 6    |
| 2002/2003     | Elche CF                     | Segunda División   | 30    | 8    |
| 2003/2004     | Elche CF                     | Segunda División   | 9     | 1    |
| 2004/2005     | Racing de Ferrol             | Segunda División   | 9     | 0    |
| 2005/2006 (j) | Real Jaén                    | Segunda División B | 14    | 1    |
| 2005/2006 (w) | UD Lanzarote                 | Segunda División B | 16    | 8    |
| 2006/2007     | UD Lanzarote                 | Segunda División B | 38    | 16   |
| 2007/2008     | UDA Gramenet                 | Segunda División B | 35    | 14   |
| 2008/2009     | UDA Gramenet                 | Segunda División B | 37    | 19   |
| 2009/2010     | Orihuela CF                  | Segunda División B | 22    | 8    |
| 2009/2010 (w) | CF Atlético Ciudad           | Segunda División B | 13    | 6    |
| 2010/2011     | Lorca Atlético CF            | Segunda División B | 28    | 4    |
| 2011/2012     | Águilas CF                   | Tercera División   | ?     | ?    |